# Vai (film)
Pour les articles homonymes, voir Vai.
Pour plus de détails, voir Fiche technique et Distribution.
Vai est un film néo-zélandais réalisé en 2019, par neuf réalisatrices des îles du Pacifique : Becs Arahanga, Amberley Jo Aumua, Matasila Freshwater, Dianna Fuemana, Mīria George, ʻOfa Guttenbeil, Marina Alofagia McCartney, Nicole Whippy et Sharon Whippy.

## Description
Vai est un long métrage réalisé par neuf réalisatrices du Pacifique, tourné dans sept pays différents du Pacifique : Fidji, Tonga, Îles Salomon, Kūki 'Āirani, Samoa, Niue et Aotearoa. Pour tous ces pays du Pacifique, Vai signifie eau. Le film comprend huit séquences sur la transmission et la revendication de la culture. On y suit Vai, enfant ou femme dans son rapport à sa culture et à ses traditions. Les séquences explorent l'autonomisation, l'émancipation des femmes, les cultures et les traditions. Le film est présenté en ouverture au Festival de Berlin.

## Projet
En 2017, Kerry Warkia et Kiel McNaughton par le biais de la maison de production Brown Sugar Apple Grunt lancent le projet Waru. Ce film est acclamé par la critique. Un mois après la sortie de Waru, Kerry Warkia et Kiel McNaughton projettent le projet Vai. En janvier 2018, Kerry Warkia et Kiel McNaughton contactent les cinéastes des îles du Pacifique, pour leur soumettre le projet. Les réalisatrices sélectionnées vivent cinq jours ensemble sur l'île Waiheke pour écrire le scénario. 

## Séquences du film
- Fifdji réalisé par Sharon et Nicole Whippy : Vai a sept ans. Elle doit dire au revoir à son pays d'origine et à sa famille.
- Tonga réalisé par ʻOfa Guttenbeil  : Vai âgée de 13 ans, rêve d'aller chanter en Nouvelle-Zélande. Sa vie quotidienne est rythmée par l'approvisionnement en eau potable.
- Îles Salomon, réalisé par Matasila Freshwater : Vai a maintenant 16 ans. Elle pêche avec sa mère au large des îles Salomon. Elles se disputent sur la façon de pêcher.
- Samoa, réalisé par Amberley Jo Aumua : Vai née à Samoa a 21 ans. Sa famille a fait des sacrifices pour qu'elle puisse poursuivre ses études à l'université en Nouvelle-Zélande.  Elle est tiraillée entre la pression familiale et ses études, dans une société qui n'est pas faite pour elle.
- Kūki 'Āirani réalisé par Mīria George : Vai s'implique et s'engage pour le changement sur son île de Rarotonga, loin du colonialisme.
- Samoa, réalisé par Marina McCartney :  Vai a maintenant 40 ans. Après avoir été absente pendant de nombreuses années, elle retourne aux îles Samoa.
- Niue, réalisé par Dianna Fuemana : Vai, a 64 ans. Elle essaie de convaincre sa petite-fille, Moana, de quitter l'île de Niue pour un autre avenir.
- Aotearoa réalisé par Becs Arahanga : Vai âgée de 80 ans célèbre le baptême de son arrière-petite-fille, Vai.

## Fiche technique
- Titre : Vai[5]
- Réalisation : Becs Arahanga, Amberley Jo Aumua, Matasila Freshwater, Dianna Fuemana, Mīria George, Ofa Guttenbeil, Marina McCartney, Nicole Whippy et Sharon Whippy
- Scénario : Becs Arahanga, Amberley Jo Aumua, Matasila Freshwater, Dianna Fuemana, Mīria George, Ofa Guttenbeil, Marina McCartney, Nicole Whippy et Sharon Whippy
- Distribution : Waru film
- Pays d'origine : Nouvelle-Zélande
- Langue originale : fidjien, tongien, roviana, samoan, niuéen, maori, anglais
- Durée : 88 minutes
- Dates de sortie : 2019

## Prix
- meilleur scénario, Melbourne International Film Festival, 2019
- meilleur film, Seattle International Film Festival, 2019